# 西昌战役
西昌战役，是中国人民解放军和中华民国国军在第二次国共内战期间进行的最后一场大规模战役。自1950年3月12日起至4月7日，历时25天，进行14次战斗。最终解放军相继占领19座县城，占领西康省（除昌都）。

## 背景
1949年10月，中华人民共和国成立，而在第二次国共内战中失利的中华民国政府仅控制西南地区。解放军取得西南战役胜利后，完全占领西康省已指日可待。中华民国政府则试图保住西康省。
1950年1月底，蔣介石為鼓舞駐守西昌的國軍，指示其子蔣經國前往西昌提振士氣。1月26日，蔣經國自台北經海南島抵達西昌，隨即由駐地官兵向其簡報當前危及局勢，並希望台北方面空投更多後勤補給。根據蔣經國日記的紀錄，其觀察到當地軍政要員多以無心再戰且士氣低迷。1月29日蔣經國離開西昌，座機途經雷州半島時險遭共軍高射炮擊落，惟最後仍幸運抵台。

## 战役经过
3月12日，中国人民解放军分南北两路出发。19日，南线右翼抵进巧家县城。23日，解放军攻占宁南县城。27日，184师550团攻占越西县城。
3月26日，解放军南线先头部队进入西昌县境内。夜间，西南軍政長官公署代理长官胡宗南、副长官贺国光（同时任西康省政府主席、西昌警备總司令部司令）仅带20多名随从乘飞机仓皇逃离。参谋长罗列甚至被误传阵亡。随着胡宗南的逃离，国军已处于溃散状态。27日，第15军44师攻占西昌县城。当年2月重设于此的四川省政府亦随之消亡。同时，第62军184师550团全歼羊仁安部1,000余人。国军三三五师师长王伯华率部投降。27日，在越嶲县全歼唐式遵部，最后一任四川省政府主席唐式遵战死。
28日，已在26日抵达冕宁县境的解放军551团，攻占冕宁县城。31日，184师552团歼灭反共救国军大部。解放军184师和44师，将逃往昭觉县和黄茅梗的国军全歼。此时，解放军已对国军开始全面追击，在喜德县甘相营、鸡窖沟，与罗列及其残部激战，歼灭4,000余人。在冕宁县哈哈乡，收缴贺国光残部。4月4日，西昌军事管制委员会成立。随后，184师在盐源县、盐边县、越嶲县、冕宁县、会理县、德昌县等地歼灭国军残部。